# 780

## Esdeveniments
- Barcelona (Àndalus): A la mort del seu pare Sulayman ibn Yaqdhan al-Kalbí al-Arabí, assassinat a Saragossa, Matruh ibn Sulayman ibn Yaqdhan al-Arabí passa a ser valí titular de Barcelona i Girona.
- 9 de setembre – Constantinoble: Per la mort del seu pare Lleó IV el Khàzar, Constantí VI esdevé emperador als 8 anys. La seva mare, l'emperadriu Irene, assumeix la regència.

## Naixements
- Saragossa (Àndalus): Mussa ibn Mussa ibn Fortun, senyor de la Vall de l'Ebre i valí de Tudela, Osca i Saragossa. (m. 862)
- Bagdad: Muhàmmad ibn Mussa al-Khwarazmí, matemàtic, geògraf i astrònom. (m. 850)

## Necrològiques
- Saragossa (Àndalus): Sulayman ibn Yaqdhan al-Kalbí al-Arabí, valí de Barcelona i Girona. Assassinat pel valí d'aquesta ciutat.
- 9 de setembre – Constantinoble: Lleó IV el Khàzar, emperador.